# Escalante (rijeka u Venezueli)
Escalante je rijeka u Venezueli.
Rijeka izvire u Venezuelanskim Andama, na oko 3000 m/nm. Zatim teče kroz ekoregiju Suhe šume Maracaiba, te se naposljetku ulijeva u jezero Maracaibo.

Područje rijeke Escalante zajedno s područjem rijeke Catatumbo čini veliko proizvodno područje kakaa.